# Psychotria bakossiensis
Psychotria bakossiensis är en måreväxtart som beskrevs av Martin Roy Cheek och Bonaventure Sonké. Psychotria bakossiensis ingår i släktet Psychotria och familjen måreväxter. Inga underarter finns listade i Catalogue of Life.